# Bočiar
Bočiar es un municipio del distrito de Košice-okolie en la región de Košice, Eslovaquia, con una población estimada a final del año 2024 de 242 habitantes.
Se encuentra ubicado en el centro de la región, en la cuenca hidrográfica del río Sajó (afluente derecho del Tisza) y cerca de la frontera con la región de Prešov y con Hungría.

## Demografía
| Año        | 1994 | 2004    | 2014     | 2024    |
| ---------- | ---- | ------- | -------- | ------- |
| Población  | 213  | 221     | 251      | 242     |
| Diferencia |      | +3,75 % | +13,57 % | −3,58 % |

| Año        | 2023 | 2024    |
| ---------- | ---- | ------- |
| Población  | 244  | 242     |
| Diferencia |      | −0,81 % |